# 엘로디 (가수)
엘로디(Elodie, 1990년 5월 3일 ~ )는 이탈리아의 싱어송라이터, 배우이다.

## 음반 목록
- Un'altra vita (2016)
- Tutta colpa mia (2017)
- This Is Elodie (2020)
- OK. Respira (2023)
- Mi ami mi odi (2025)